# Carl Cederblad
Carl Olof Vilhelm Cederblad, född 12 maj 1886 i Överselö socken, Södermanland, död 19 januari 1954 i Uppsala församling, Uppland, var en svensk lärare.
Cederblad blev filosofie magister 1910 och hedersdoktor i Uppsala 1948. Han var läroverksadjunkt i Umeå 1913–1919 och i Uppsala 1919–1951. Åren 1923–1948 var han föreståndare för Uppsala arbetarinstitut och 1924–1930 för Upplands föreläsningsförbund. Han var redaktör för Studentföreningen Verdandis småskrifter 1928–1948. 
Han gav ut ett antal böcker och skrifter, däribland Bildningens väg (1932), Beväringssvenska (1940, med Eva Wennerström-Hartmann), Beväringsstavningen (1941) och Kamratskap (1951).
Carl Cederblad var son till prosten Vilhelm Cederblad och friherrinnan Helfrid Hermelin samt bror till Sven och John Cederblad. Han var gift första gången 1913–1933 med sjukgymnasten Emy Sandell, som var dotter till prosten Andreas Sandell, och andra gången från 1933 med Johanne Grieg Cederblad. I första äktenskapet var han far till  Eva Nordenson och i andra giftet föddes barnen Tone Bengtsson och Carl Olof Cederblad. Makarna Cederblad är begravna på Uppsala gamla kyrkogård.